# Utikuma Lake
Utikuma Lake är en sjö i Kanada.   Den ligger i provinsen Alberta, i den centrala delen av landet, 3 000 km väster om huvudstaden Ottawa. Utikuma Lake ligger 636 meter över havet. Arean är 310 kvadratkilometer. Den sträcker sig 20,2 kilometer i nord-sydlig riktning, och 27,8 kilometer i öst-västlig riktning.
I omgivningarna runt Utikuma Lake växer i huvudsak blandskog. Trakten runt Utikuma Lake är nära nog obefolkad, med mindre än två invånare per kvadratkilometer.